# 平原沖恵
平原 沖恵（ひらはら おきえ、1981年12月29日 - ）は、日本のフリーアナウンサー。

## 人物
宮崎県宮崎市出身。宮崎県立宮崎西高等学校、岡山理科大学理学部化学科卒業身長156cm。血液型A型。
NHK鹿児島放送局契約キャスター（2005年4月 - 2009年3月）を経て、フリーとなる。
野球が好きで取材の他、プライベートでも野球観戦に訪れる。
大学では化学を専攻しており、高等学校理科の教員免許を取得している。
空手経験者であり有段者（初段）である。
中学時代はバスケ部に所属しており副キャプテンを務めていた。
2015年4月11日から同年11月1日までNHK BS1の『ワールドスポーツMLB』の土曜・日曜のキャスターを務めた。
2015年11月8日から2016年3月27日までNHK BS1の『ワールドスポーツNBA&NFL』（毎週日曜）のキャスターを務めた。
2016年3月いっぱいにて圭三プロダクションを離れフリーに。
2016年4月9日から同年11月5日までNHK BS1の『ワールドスポーツMLB』の土曜・日曜のキャスターを務めた。
2017年4月3日から2019年2月7日までNHK BS1にて、『ワールドスポーツMLB』の月曜 - 金曜のキャスターを務めた。

## 過去の出演・担当番組

### テレビ
- NHK海外ネットワーク - ナレーション
- J:COM 東京すぎなみニュース - キャスター
- プロ野球ネットワーク・プロ野球東西南北（TBSラジオ） - スタジオ進行・インタビュアー

- イチロー19年の足跡 アメイジングデイズ（NHK BS1）
  - キャスター(2019年3月27日)

- ワールドスポーツMLB（NHK BS1）
  - 月 - 金曜日担当キャスター(2018年4月 - 2019年3月)

- 大谷翔平超解剖！スペシャル (NHK総合)
  - キャスター(2018年3月27日)
- ワールドスポーツSOCCER (NHK BS1)
  - キャスター(2017年11月 - 2018年3月)
- SPORTS INNOVATION (NHK BS1)
  - ゲスト(2017年12月3日、2017年12月10日)
- ワールドスポーツMLB（NHK BS1） 
  - 月 - 金曜日担当キャスター(2017年4月3日 -11月3日)

- NHK 東京オリンピック1000日前特番『Nスポ！』2017 (NHK総合)
  - リポーター(2017年10月28日)

- ワールドスポーツMLBポストシーズンスペシャル(NHK BS1)
  - キャスター(2017年10月2日)

- MLBデータ祭り！ボストンレッドソックスvsニューヨークヤンキース(NHK BS1)
  - キャスター(2017年9月2日)

- Bリーグ熱血解剖！「Bリーグ初代王者決定戦を徹底分析」(NHK BS1) 
  - キャスター(2017年5月27日)
- 20年ぶりの五輪切符をつかめ!まもなく開幕カーリング男子世界選手権2017 (NHK総合・BS)
  - キャスター(2017年3月28日)
- プロ野球セットpresents 開幕直前 野球番組対抗スペシャル(BSスカパー)
  - ゲスト(2017年3月)
- 今年のメジャーは面白い！MLB開幕直前情報 (NHK BS1)
  - キャスター(2017年3月)
- こうのとり6号 ISSからの離脱中継」司会　JAXA/宇宙航空研究開発機構 (インターネット放送)
  - キャスター(2017年1月)
- Bリーグオールスターゲーム2017 (NHK BS1)
  - フィールドキャスター(2017年1月)

- Bリーグ開幕特番 (NHK BS1)
  - キャスター(2016年9月)
- ゆる〜く深く!プロ野球 (NHK BS1)
  - キャスター(2016年6月)
- クイズ面白ゼミナール (NHK BS1)
  - ゲスト(2016年3月)

- ワールドスポーツMLB（NHK BS1）
  - 土曜・日曜担当キャスター（2015年4月11日 - 11月1日、 2016年4月9日 - 11月5日）
- ワールドスポーツNBA&NFL（NHK BS1）
  - 日曜担当キャスター（2015年11月8日 - 2016年3月27日）
- 錦織圭頂点への挑戦/ATPテニスツアーファイナル直前特集 (NHK BS1)
  - キャスター(2015年11月)
- メジャーリーグ中継 ブルワーズvsマーリンズ　(NHK BS1)
  - 副音声ゲスト解説(2015年9月)
- もっと深く!プロ野球　(NHK BS1)
  - キャスター(2015年8月)
- プロ野球キャンプ中継　(GAORA)
  - 日本ハムファイターズ担当リポーター(2015年2月)
- プロ野球 NPB AWARD 2014(J SPORTS)
  - 受賞選手インタビュアー　(2014年11月)
- 野球好きニュース（J SPORTS）
  - キャスター・ナレーション(2010年3月 - 2013年12月)
- ワールドベースボールクラシック ながら見チャンネル　(Yahoo!スポナビ)
  - キャスター(2013年3月)
- 日本プロ野球ドラフト　(J SPORTS)
  - 中継キャスター(2012年11月)
- 日本プロ野球コンベンション　(J SPORTS)
  - キャスター(2012年-2013年)
- 全日本大学野球選手県大会(J SPORTS)
  - ベンチリポート、ヒーローインタビュー(2011年 - 2014年)
- 野球好きプロ野球中継　(J SPORTS)
  - 広島カープ&中日ドラゴンズ担当リポーター(2013年-2014年)
- さきどり!情報かごしま（NHK鹿児島放送局）
  - 18時台メインキャスター（2005年度）
  - メインキャスター（2006年4月 - 10月27日の番組終了まで同期入局の田上真澄と隔週交代で17時台にも出演）
- 情報WAVEかごしま（NHK鹿児島放送局）
  - メインキャスター（2006年10月30日 - 2009年3月、田上真澄と隔週交代で出演）

### ラジオ
- TBSラジオ　「プロ野球ネットワーク」
  - 進行キャスター、インタビュアー / 西武ライオンズ　菊池雄星、髙橋光成 (2016年6月)
  - インタビュアー / 中日ドラゴンズ　大野雄大  (2015年7月)  
  - 進行キャスター、インタビュアー / 広島カープ　梵英心、田中広輔、永川勝浩、前田健太 (2014年7月)
  - 進行キャスター、インタビュアー / 千葉ロッテ　鈴木大地、オリックス　佐藤達也 (2013年5月)
  - 進行キャスター  (2012年9月)

### イベント
- MLB ROADSHOW IN JAPAN 2017 (司会 2017年9月22 - 24日)

- 森と花の祭典みどりの感謝祭　式典　(司会 2017年5月13日)
- 健康保険組合連合会主催パネルディスカッション/女性活躍と社会保障　(ゲスト 2017年)
- 健康保険組合健康みらいトーク　石破茂＆生島ヒロシトークセッション　(司会 2016年)
- NHK大河ドラマ 真田丸 山本耕史・小林隆トークショー (司会 2016年)
- 新春 埼玉西武ライオンズ トークショー/栗山巧、高橋朋巳、野上亮磨、牧田和久 (司会 2016年)
- 新春 埼玉西武ライオンズ トークショー/浅村栄斗、岡田雅利、牧田和久、炭谷銀仁朗 (司会 2015年)
- NHK大河ドラマ 篤姫 宮崎あおい・瑛太トークショー　(司会 2008年)
- NHK大河ドラマ 篤姫 宮崎あおい・堺雅人トークショー　(司会 2008年)
- ねんりんピック鹿児島大会2008開会式 (総合司会 2008年)
- 第39回技能五輪国際大会メダリストトークショー」(司会 2008年)

### 雑誌
- 週刊東洋経済 (2017年9月16日号)
- 週刊ダイヤモンド (2017年9月16日号)

- 週刊ベースボール (2016年8月号)
- 週刊ベースボール別冊『白球男子』コラム連載